# Halfdan Guldtand
Halfdan Guldtand Solvarsson (n. 640, en nórdico antiguo: Guldtand, es un apodo y significa «diente de oro»), caudillo vikingo y rey de  Solør, Noruega en el siglo VII. Hijo del rey Solve Solvesson y nieto de Sölvi el Viejo. No se conoce el nombre de su consorte, pero su hija Solveig (n. 681) casó con el rey sueco Olof Trätälja, por lo tanto es el abuelo del legendario monarca Halfdan Hvitbeinn. Tuvo otro hijo Solve Halfdansson (n. 686).